# Sœurs de la charité de Jésus et de Marie

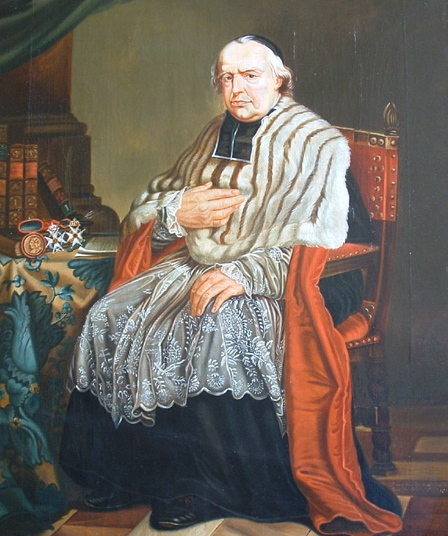
Portrait du chanoine Triest.

Les Sœurs de la charité de Jésus et de Marie  (en latin : Sorores Caritatis Jesus et Mariae) sont une congrégation religieuse féminine enseignante et hospitalière de droit pontifical.

## Historique
Le futur chanoine Pierre-Joseph Triest (1760-1836) forme une association de jeunes femmes dirigées par Mère Placide (née Marie-Thérèse van der Gauwen, 1807-1844), moniale cistercienne, pour l'éducation chrétienne et l'instruction des enfants et des jeunes filles, ainsi que pour le soin aux personnes âgées. Pourtant l'époque est difficile pour la reconnaissance des droits civils des congrégations catholiques, en effet la région est encore sous l'administration du Consulat français, et le concordat de 1801 commence à desserrer l'étau. Le chanoine Triest pense d'abord unir les jeunes femmes aux Filles de la charité de Saint-Vincent-de-Paul, mais finalement rédige un projet de constitutions inspirée par la spiritualité et l'organisation vincentiennes et la spiritualité cistercienne. Les religieuses adoptent l'habit blanc des cisterciennes. La congrégation est fondée le 4 novembre 1803 à Lovendegem en Flandres, près de Gand dans l'actuelle Belgique.
Mgr Fallot de Beaumont, évêque de Gand érige l'union en congrégation diocésaine, le 2 juillet 1804 et en 1805 la congrégation, au nombre de six sœurs, s'installe dans l'abbaye abandonnée cistercienne de Gand. Le chanoine Triest est nommé supérieur général par l'évêque de Gand, charge qu'il assume toute sa vie. Les religieuses reçoivent le décret de louange le 29 septembre 1816 de Léon XII. Elle devient congrégation de droit pontifical en 1926, sous Pie XI. Dès lors, la congrégation étend ses activités aux personnes handicapées mentales, à l'éducation des aveugles et des sourds-muets.
Les religieuses essaiment rapidement. Elles s'installent en Angleterre en 1888, au Congo belge en 1892, à Ceylan en 1896 et aux Indes en 1897. En plus de leurs tâches traditionnelles, elles assument des activités missionnaires. Les religieuses révisent leurs constitutions après le concile Vatican II.

## Activités et diffusion
Les sœurs de la charité se consacrent à l'enseignement, à l'assistance aux marginalisés (sans-abri, migrants, réfugiés) et au travail d'évangélisation. 
Elles sont présentes en :
- : Europe : Belgique, France, Irlande, Italie, Pays-Bas, Royaume-Uni ;
- : Afrique : Mali, République centrafricaine, République démocratique du Congo, Rwanda, Afrique du Sud ;
- : Asie : Inde, Israël, Pakistan, Sri Lanka ;
- : Océanie : Papouasie-Nouvelle-Guinée ;
- : Amérique : Venezuela.

La maison-mère est à Bruxelles. 
En 2017, la congrégation comptait 1278 religieuses dans 187 maisons.

## Sœurs connues
- Marie Louise Habets, sœur Xaverine, à Gand. (joué par Hepburn dans The Nun's Story)